# Fasnia (kommun)
Fasnia är en kommun i Spanien. Den ligger i provinsen Santa Cruz de Tenerife i den autonoma regionen Kanarieöarna i sydvästra delen av landet, 1 800 km sydväst om huvudstaden Madrid. Antalet invånare är 3 066 (2024). Fasnia ligger på ön Teneriffa.